# Miserere (Górecki)
Miserere, op. 44, és una obra coral composta el 1981 per Henryk Górecki per a un cor mixt a cappella de grans dimensions (120 veus). El text comprèn cinc paraules: Domine Deus Noster (Senyor, el nostre Déu), que es repeteixen per a les deu primeres seccions, per acabar amb un cor de Miserere nobis (Tingueu pietat de nosaltres) a l’onzena i última secció. Les dues línies de text es canten com a súpliques implorants. Una representació típica dura 35 minuts.
Górecki va compondre l'obra el 1981 en protesta per la intervenció del govern contra el sindicat Solidaritat polonès, específicament, en resposta a l'atac sancionat pel govern a activistes a Bydgoszcz. Després de la promulgació de la llei marcial el desembre d'aquest mateix any, la interpretació de l'obra es va fer impossible i la peça no es va representar fins al 1987. La primera representació va tenir lloc el 10 de setembre de 1987 a l'església de St. Stanisłaus, Włocławek, i un dia després a Bydgoszcz, amb Stanisław Krawczyński dirigint el Cor Filharmònic Bydgoszcz.

## Antecedents
Henryk Górecki va dedicar el seu Miserere a la ciutat de Bydgoszcz. Bydgoszcz va ser el lloc d'un enfrontament entre membres de les organitzacions d'oposició Solidaritat i Solidaritat Rural (que estaven formades per un terç aproximat de la població polonesa) i la milícia polonesa. Cap a dos quarts de set del 19 de març de 1981, aproximadament dues-centes milícies enviades per retirar les organitzacions d’una prolongada negociació amb el Consell Provisional van agredir violentament els membres de les organitzacions. En l'enfrontament, hi va haver un ferit amb contusions al crani i les costelles i se sospitava que hi havia dany cerebral; altres dos van resultar ferits greus i van inflamar una gent polonesa ja infeliç. Nou mesos després de l'incident de Bydgoszcz, les organitzacions de l'oposició van ser proscrites i el general de l'exèrcit Wojciech Jaruzelski va declarar l'estat de la llei marcial. Durant aquest període, no es va poder executar cap obra i Górecki va amagar l'obra acabada. Va revisar l'obra el 1987 abans de l'estrena a Włocławek el 10 de setembre de 1987 al 15è Festival de Música de Bydgoszcz. Włocławek havia estat el lloc de l'assassinat del sacerdot Jerzy Popiełuszko el 1984 per part de la policia estatal i va fer un escenari adequat per a la representació d'una obra dedicada a aquells tan violentament oprimits pel seu govern. Les autoritats van prohibir la promoció de l'estrena, però tots els seients van acabar ocupats.
Després de la seva tercera simfonia del 1976, Górecki va adoptar formes musicals de menor escala, com ara obres corals curtes no acompanyades (p. ex. Aigües àmplies, op. 39, o les Cinc cançons marianes, op. 54) i obres de cambra; Miserere havia de ser l’única obra a gran escala dels anys vuitanta, que recordava les seves 2a i 3a simfonies en escala compositiva i en nombre d’intèrprets. Al mateix temps, la seva música es va tornar harmònicament i melòdicament més senzilla en la seva escriptura que les seves anteriors composicions serials. Tres influències musicals principals també es van fer evidents en el seu estil compositiu: la cançó popular polonesa, el cant catòlic i la música polonesa del passat, principalment les obres de Karol Szymanowski. D’aquestes influències van evolucionar dos nuclis compositius de la música de Górecki: el motiu del “lema” de Górecki (un ascens d’un terç menor, generalment en els tres primers tons de l’⁣escala eòlica o doriana); i el "Skierkowski turn" (el lema de Górecki seguit d'un mig pas descendent) que rep el nom del col·leccionista polonès de música popular que va influir en la música de Karol Szymanowski. El lema i el gir de Górecki són elements motius essencials al Miserere. De fet, les primeres notes de l’obra són el lema i el gir en la eòlic (tonalitats la-si-do-si) cantades a l’uníson pels baixos II. Al Miserere també hi ha una gran influència musical sagrada. L'obertura monòdica es basa en el cant tradicional polonès. La següent secció de dues parts amb el baix I afegit reflecteix el cant sagrat de dues parts comú als serveis religiosos polonesos. La naturalesa repetitiva de cadascuna de les melodies simples és un exemple més d’influència del cant. Finalment, la indicació de Górecki per a un mínim de 120 cantants al cor evoca el so del cant congregacional.

## Estructura
Com moltes altres de les seves composicions, Górecki indica la durada de l’actuació del Miserere. El treball de 37 minuts de durada per a un gran cor mixt es troba bàsicament en la eòlic en forma d’arc. Va augmentant en intensitat fins a un punt de clímax i després torna. Górecki va compondre el Miserere per a vuit parts de veu (Sopranos I + II, Contralts I + II, Tenors I + II, Baixos I + II) amb una estructura additiva. Això significa que cada entrada vocal s'afegeix a la part superior de les parts ja presents. L'erudit de Górecki, Adrian Thomas, anomena aquestes seccions "paràgrafs". Cada secció es basa en el paràgraf anterior, però té el seu propi caràcter distintiu.
Miserere conté 11 seccions delimitades pel compositor a través de durades aproximades de cada secció. El primer tram comença amb els segons baixos amb la següent part més alta. L'única sortida d'aquesta fórmula és a la secció 8, quan Górecki manté l'esperada primera entrada de soprano fins a la secció 9. Les deu primeres seccions es canten amb el text "Domine Deus noster", amb l'última secció cantada a "MISERERE NOBIS", en negreta escrit a mà pel mateix Górecki.
Al llarg de tota la peça només s’utilitzen notes de tecla blanca, amb una forta dependència de l’interval de la tercera. Les seccions 2-6 inclouen acords generalment construïts sobre terceres augmentades, sobretot el 9è acord en la de la secció 4a-6a. La setena secció és sensiblement més senzilla en textura i harmonia; la Contralt, el Tenor i el Baix mantenen un mi durant gairebé tot el moviment, ja que les Sopranos II canten un cantus. Al llarg de tota la peça, Górecki marca el terme "błagalnie" (implorant), un comentari sobre el text, en si mateix dels salms (Ps. 105: 47) i de l'Agnus Dei del ritu romà. La vuitena secció, una gegantina secció fortissimo, no es resol mai: cadència per si mateixa dominant, sol, i no es resol cap a la tònica, evitant qualsevol sentit de la victòria. Això reflecteix el fet que Górecki no va significar mai que el Miserere triomfés, atès el context en què es va escriure.
L'última i onzena secció és tranquil·la, però "błagalnie"; torna al mode la eòlic després d'un desplaçament al centre tonal (a mi a la secció setena, a do a la vuitena), marcant els mateixos acords de la menor només amb lleugers desplaçaments a la línia melòdica. Al llarg de l'última secció, cada part melòdica es mou com a màxim amb un rang de quatre notes, però el rang harmònic és estàtic. Resol el problema d’enganxar-se només amb tecles blanques mitjançant un acord IV 4 3, en lloc d’un acord dominant que requeriria l’ús d’un sol sostingut. La repetida meditació dels acords en la menor "MISERERE NOBIS" dona a la peça un final que d'altra manera hauria estat problemàtica.